# Anuga
Anuga é um gênero de traça pertencente à família Arctiidae.